# Eugênio Rabelo
Eugênio Rabelo (Morada Nova, 15 de maio de 1956) é um político brasileiro do Ceará. Começou a trabalhar em 1977 como servidor público do município de Fortaleza no cargo de auxiliar de engenharia.
Filho de Antônio Lino Rabelo e Francisca Amélia Rabelo, irmão do empresário João Batista Rabelo (dono das Lojas Rabelo), se mudou para Fortaleza onde fez o curso Técnico em Edificações na Escola Técnica Federal do Ceará
Foi prefeito da cidade de Ibicuitinga no Ceará pelo PSD duas vezes: 1997-2000 e 2001-2004. Também foi eleito deputado federal pelo PP nas eleições de 2006, com o lema "Preto no Branco". Voltou a ser candidato a deputado federal nas eleições de 2010 e 2014, porém só conseguiu ficar como suplente de sua coligação.
Durante muito tempo foi presidente do Ceará Sporting Club. Em setembro de 2012 assumiu a Secretaria de Esportes do Ceará.
Também é um empresário cearense do ramo de eletrodomésticos (Lojas Rabelo).